# Codex Atlanticus

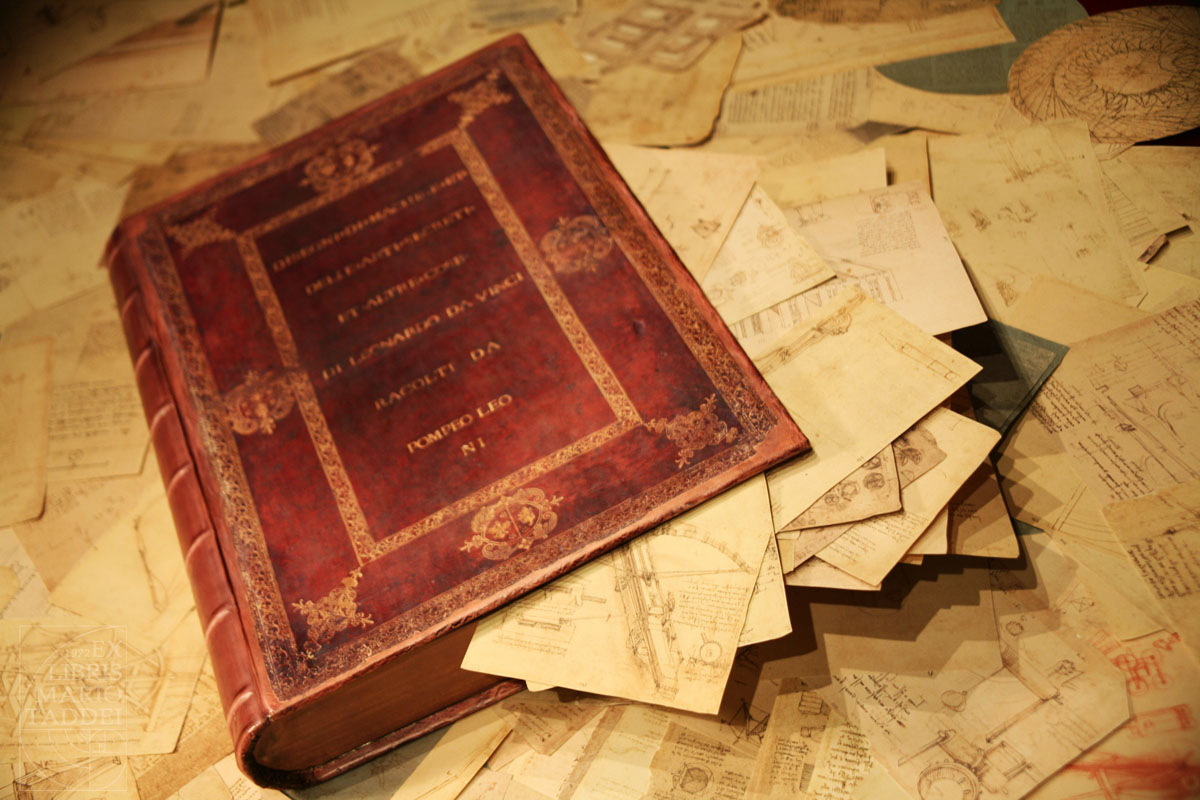
Codexul Atlanticus așa cum ar fi fost în 1600, cu toate paginile colecțonate de Pompeo Leoni. Acum cartea este o cutie.

Reconstituit după restaurare în 12 volume, cu un număr total de 1.119 pagini, Codexul Atlanticus este o colecție de diverse materiale leonardiene, realizată nu de către Leonardo, ci de către Pompeo Leoni. Denumirea codexului derivă din formatul mare al paginilor din care este compus, dat fiind că acestea sunt asemănătoare cu acelea ale unui atlas. Codexul se află la Biblioteca Ambroziană din Milano. A fost realizat între 1478 și 1518.